# جشنواره بین‌المللی جاز سواحل

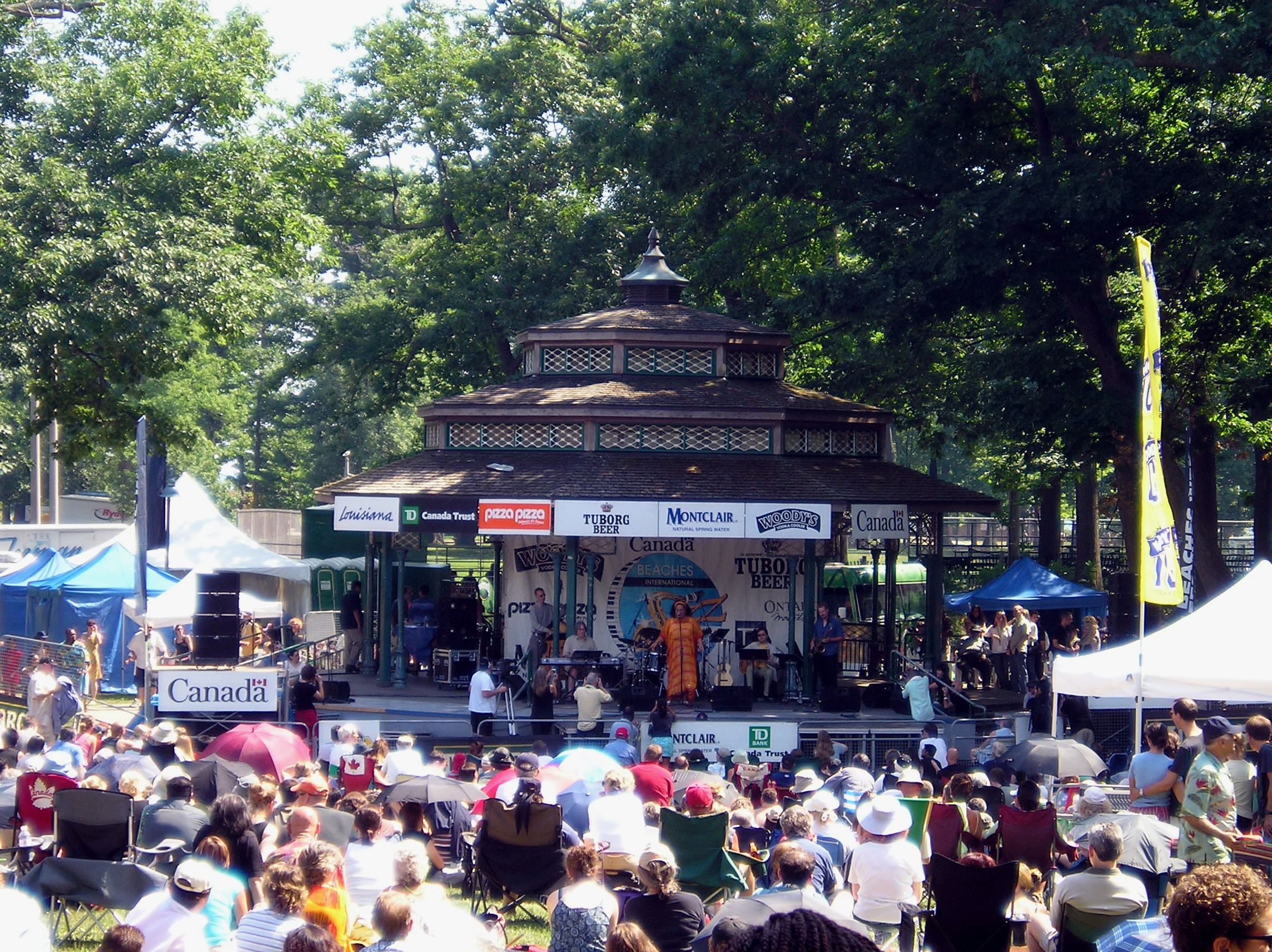
اجرا در جشنواره بین المللی جاز سواحل ۲۰۰۵

جشنواره بین‌المللی جاز سواحل (انگلیسی: Beaches International Jazz Festival) یک جشنواره موسیقی یک‌ماهه است که هر سال در منطقه ساحل دریاچه تورنتو در ماه ژوئیه برگزار می‌شود. در ابتدا در سال ۱۹۸۹ آغاز شد، در حال حاضر یکی از بزرگترین جشنواره‌های جاز کانادا با نزدیک به ۱٬۰۰۰٬۰۰۰ شرکت کننده، در طول یک‌ماهه خود است.